# Mikronesien

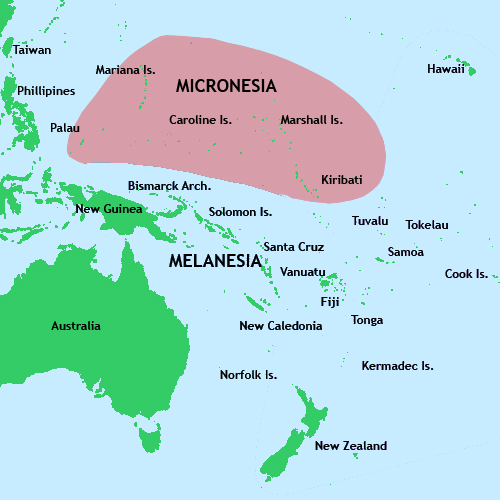
Kulturell karta över Mikronesien.

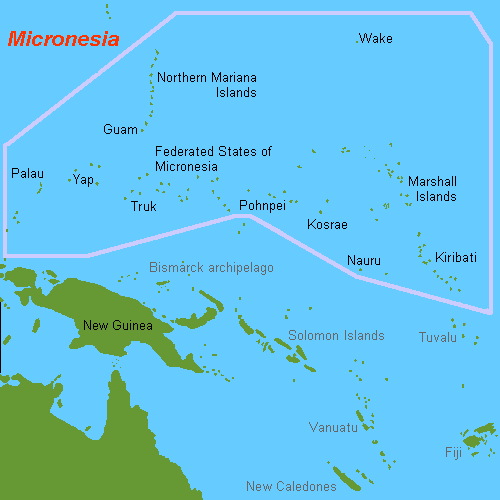
Geografisk karta över Mikronesien.

Mikronesien är en etnografisk region i västra Stilla havet cirka 2,7 milj km² stor och med cirka 400 000 invånare (1991). Området består av ett antal mindre ögrupper mellan Indonesien och Kiribati och befolkas huvudsakligen av mikronesier, dvs. människor som inte talar polynesiska eller melanesiska språk. 
Namnet Mikronesien betyder "de små öarna". Det är bildat av de klassiskt grekiska orden μικρός (mikros), ’liten’ och νήσος (nesos), ’ö’. Namnet användes först av den franska upptäcktsresanden Jules Dumont d'Urville 1831 för att skilja regionen från Melanesien och Polynesien.

## Befolkning
Mikronesierna påminner mycket om polynesierna till utseendet och även språkligt sett anses de vara besläktade med polynesierna. Mikronesiernas språk tillhör den austronesiska språkfamiljen.
De livnär sig framförallt av havsfiske och jordbruk och levde i exogama storfamiljer vilket inneburit att deras samhälle var hierarkiskt ordnat där varje individ tillhörde en klan med ett totem. Idag är de flesta kristna.
När européerna kom till Mikronesien var metaller nästan okända för öborna. Därför tillverkades vapen och redskap av bland annat trä, ben och hajtänder.

## Regionens omfattning

### Territorier och områden
- Gilbertöarna
- Karolinerna
- Marianerna
  -  Guam
  -  Nordmarianerna
- Wakeöarna

### Stater
- Kiribati
- Marshallöarna
- Mikronesiska federationen
- Nauru
- Palau